# Majid
Majid (født 1975) er en marokkansk-berbisk født rapper. Han er bosat i Danmark og medvirkede i 2000 på fire numre af gruppen Outlandish.
Hans eget album Life Knowledge Poetry udkom i 2004.